# Экспертный совет по проведению государственной религиоведческой экспертизы при Министерстве юстиции Российской Федерации
Экспертный совет по проведению государственной религиоведческой экспертизы при Министерстве юстиции Российской Федерации — консультативный орган, образованный в 1998 году. В 2009 году совет претерпел изменение состава, его возглавил Александр Дворкин.

## История
Первый Экспертный совет по проведению государственной религиоведческой экспертизы при Министерстве юстиции РФ был создан приказом Министерства юстиции РФ от 8 октября 1998 № 140 «О порядке реализации Постановления Правительства Российской Федерации от 3 июня 1998 г. № 565 „О Порядке проведения государственной религиоведческой экспертизы“».
В его состав входили М. П. Мчедлов (председатель Совета), А. Г. Залужный (секретарь Совета), В. А. Алексеев, Е. Г. Балагушкин, В. А. Бурковская, А. Б. Зубов, Ю. П. Зуев, И. Я. Кантеров, Г. А. Михайлов, М. И. Одинцов, П. И. Пучков, А. В. Пчелинцев, Е. Д. Рудкевич, И. Н. Яблоков, С. Г. Яковенко.
В 2009 году состав совета был изменён. Новый состав Экспертного совета и регламент проведения экспертизы утвержден Приказом Министерства юстиции Российской Федерации от 18 февраля 2009 г. № 53 «О государственной религиоведческой экспертизе». Председателем нового экспертного совета единогласным решением членов был избран А. Л. Дворкин.

## Задачи
Задачами государственной религиоведческой экспертизы являются:
- определение религиозного характера организации на основании учредительных документов, сведений об основах её вероучения и соответствующей ему практики;
- проверка и оценка достоверности сведений, содержащихся в представленных религиозной организацией документах, относительно основ её вероучения;
- проверка соответствия заявленных при государственной регистрации форм и методов деятельности религиозной организации формам и методам её фактической деятельности.

Экспертное заключение Совета имеет для Министерства юстиции России и его территориальных органов рекомендательный характер.

## Деятельность
В субъектах Российской Федерации территориальными органами Министерства юстиции России образованы региональные Экспертные советы по проведению государственной религиоведческой экспертизы, в состав которых вошли учёные-религиоведы, эксперты по социологии, философии, культурологии, политике, истории, конституционному и административному праву, имеющие соответствующие учёные степени и учёные звания, специалисты по связям с религиозными организациями, государственные советники.
Список членов экспертного совета по проведению государственной религиоведческой экспертизы в Санкт-Петербурге не раскрывается управлением Минюста по Санкт-Петербургу со ссылкой на «защиту персональных данных». Корреспондент «Новой газеты — Санкт-Петербург» Александра Гармажапова пишет, что «К слову, имя главы экспертного совета по Петербургу известно. Подпись некоего В. Г. Иванова стоит под одним из заключений, которое оказалось в распоряжении „Новой“. Однако религиоведы, которых мы опросили, даже не знают, кто это такой. Собственно, это можно считать некоторой оценкой.».
По сообщению информационного агентства «Интерфакс» от 22 июля 2009 г. Экспертный совет рассмотрел обращение ярославской общины езидов в Министерство юстиции с намерением зарегистрировать первую в России религиозную организацию езидов. В результате работы Экспертного совета было подготовлено положительное заключение по этому вопросу.

## Члены экспертного совета при Министерстве юстиции Российской Федерации
| Член совета                                | Учёная степень                                                                                                 | Занимаемые должности, профессиональная, общественная, политическая, религиозная деятельность эксперта |
| ------------------------------------------ | --- | --- |
| Алифанов В. В.                             | нет | Заместитель начальника отдела по взаимодействию с общественными и религиозными объединениями Департамента культуры и образования Правительства Российской Федерации |
| Белов В. Н.                                | доктор философских наук                                                                                        | заведующий кафедрой философии культуры и культурологии философского факультета Саратовского государственного университета им. Н. Г. Чернышевского,руководитель Центра православной культуры и религиозной антропологии при Саратовском государственном университете им. Н. Г. Чернышевского |
| Беренсон Е. А.                             | нет | руководитель аппарата организации «Конгресс еврейских религиозных организаций и объединений в России» |
| Бобровников В. О.                          | кандидат исторических наук                                                                                     | старший научный сотрудник Института востоковедения Российской академии наук, специалист по истории и этнографии мусульманских обществ |
| Бурковская В. А. — председатель            | доктор юридических наук                                                                                        | руководитель уголовно-правовой практики Адвокатского бюро «Егоров, Пугинский, Афанасьев и партнёры», профессор Кафедры уголовного права, уголовного процесса и криминалистики МГИМО, автор книги «Актуальные проблемы борьбы с криминальным религиозным экстремизмом в современной России» |
| Васильченко А. В.                          | кандидат исторических наук                                                                                     | член Совета по вопросам религиозных объединений при мэрии г. Ярославля, генеральный директор ООО «Губернский народ» |
| Володина Н. В.                             | доктор философских наук, доктор юридических наук                                                               | профессор кафедры конституционного и муниципального права РУДН |
| Дворкин А. Л. — заместитель председателя   | Ph. D по истории средних веков (Фордхемский университет), в России — нет, так как нострификация не проводилась | профессор кафедры миссиологии Православного Свято-Тихоновского гуманитарного университета, вице-президент Европейской федерации центров по изучению современного сектантства, президент «Российской ассоциации центров изучения религий и сект» (РАЦИРС) и «Центра религиоведческих исследований во имя священномученика Иринея Лионского» (ЦРИ), созданных по благословению патриарха Алексия II; |
| Китинов Б. У.                              | кандидат исторических наук                                                                                     | доцент и и. о. заведующего кафедрой всеобщей истории факультета гуманитарный и социальных наук РУДН,докторант Дипломатической академии МИД России специалист ИСАА МГУ, заместитель председателя Объединения традиционных буддийских общин |
| Коваленко М. И.                            | кандидат психологических наук                                                                                  | Заведующий социальной и политической психологии (с августа 2002 года), Декан факультета психологии и член Ученого Совета Института внешнеэкономических связей экономики и права (ИВЭСЭП) Председатель Правления Фонда Л. Н. Гумилёва (с февраля 1993 г. по конец 1990-х гг.), профессор Международной Академии психологических наук (МАПН), сторонник идей евразийства, один из авторов программы Евразийской Партии России (см. Международное евразийское движение) |
| Кузьмин А. В.                              | кандидат философских наук                                                                                      | руководитель Саратовского отделения «Центра религиоведческих исследований во имя священномученика Иринея Лионского» (ЦРИ), являющегося членом «Российской ассоциации центров изучения религий и сект» (РАЦИРС), редактор сайта antiCEKTA.ru |
| Мухтаров Е. О.                             | нет | журналист, член Совета по вопросам религиозных объединений при мэрии г. Ярославля, директор Общественного центра «Гражданская безопасность», являющегося членом «Российской ассоциации центров изучения религий и сект» (РАЦИРС) |
| Попов С. А.                                | кандидат политических наук                                                                                     | председатель Комитета Государственной Думы Федерального Собрания Российской Федерации по делам общественных объединений и религиозных организаций |
| Редкозубов А. Д.                           | нет | преподаватель арабского языка и исламоведения, кафедра религиоведения миссионерского факультета Православного Свято-Тихоновского Гуманитарного Университета, заведующий сектором Синодального отдела Московского патриархата по взаимодействию Вооружённых сил и правоохранительных органов |
| Руткевич Е. Д.                             | кандидат философских наук                                                                                      | ведущий научный сотрудник Института социологии Российской академии наук, доцент |
| Саввин А. В.                               | доктор философских наук                                                                                        | заведующий кафедрой культурологии и религиоведения факультета межкультурных коммуникаций и заместитель директора Астраханского филиала Южно-Российского гуманитарного института, Профессор кафедры философии религии и религиозных аспектов культуры Богословского факультета Православного Свято-Тихоновского гуманитарного университета. Один из авторов «энциклопедии „Новые религиозные организации России деструктивного, оккультного и неоязыческого характера“» издательства «ПаломникЪ» |
| Сарычев А. Г. — ответственный секретарь    | нет | советник отдела по делам религиозных организаций Департамента по делам некоммерческих организаций Минюста России |
| Семёнов Л. Е.                              | кандидат исторических наук                                                                                     | Доцент кафедры теории и истории культуры исторического факультетаТверского государственного университета, старший научный сотрудник Научно-исследовательской лаборатории комплексного изучения проблем романтизма ТвГУ, доцент кафедры миссиологии миссионерского факультета Православного Свято-Тихоновского Гуманитарного Университета, член Российской ассоциации антиковедов при Российской академии наук, член Экспертного совета по проведению государственной религиоведческой экспертизы при Управлении Минюста России по Тверской области, член ответственный секретарь «Российской ассоциации центров изучения религий и сект» (РАЦИРС), священник Русской православной церкви, сотрудник Миссионерского отдела Тверской епархии РПЦ, клирик Воскресенского (Трёх Исповедников) храма г. Твери |
| Силантьев Р. А. — заместитель председателя | доктор исторических наук                                                                                       | доцент кафедры мировой культуры Институт международных отношений и социально-политических наук Московского государственного лингвистического университета, автор совместного проекта МГЛУ и Интерфакс-Религия «Интерактивная карта всех религиозных общин России» исполнительный директор Правозащитного центра Международной общественной организации «Всемирный Русский Народный Собор», сотрудник Отдела внешних церковных связей Московского патриархата |
| Шершнева-Цитульская И. А.                  | кандидат юридических наук                                                                                      | доцент кафедры теории и истории государства и права Российской правовой академии Минюста России |
| Щипков А. В.                               | кандидат философских наук                                                                                      | советник Председателя Совета Федерации, главный редактор портала «Религия и СМИ», председатель Клуба православных журналистов, председатель Гильдии религиозной журналистики автор книги «Христианская демократия в России» (2004) |
| Энгель В. В.                               | кандидат исторических наук                                                                                     | исполнительный директор Религиозной организации ортодоксального иудаизма «Федерация еврейских общин России», первый вице-президент Всемирного конгресса русскоязычного еврейства |
| Якупов В. М. — заместитель председателя    | кандидат исторических наук                                                                                     | заместитель председателя Духовного управления мусульман Республики Татарстан по работе с государственными структурами, Главный редактор журнала «Мусульманский мир» и журнала «Иман нуры» |
| Яблоков И. Н.                              | доктор философских наук                                                                                        | заведующий кафедрой философии религии и религиоведения философского факультета МГУ им. М.В. Ломоносова, председатель Диссертационного совета по философии религии и этике, член Экспертного Совета ВАК России по философским и социологическим наукам, член Учебно-методического объединения по философии, политологии, религиоведению Министерства образования и науки Российской Федерации |

### Реакция Русской православной церкви
Руководитель отдела по связям церкви и общества, протоиерей Всеволод Чаплин:
Очевидно, что в новом совете представлены специалисты серьёзного уровня, информационно активные, известные в обществе. И что очень важно, широко представлены представители разных регионов, извините за тавтологию, представлен и юг России, Ярославль, целый ряд других регионов, представлены люди разных этносов и разного вероисповедания, есть представители исламской умы России, есть представители еврейской общины. Совет, как мне кажется, гораздо более представителен, чем тот совет по религиоведческой экспертизе, который имел место раньше. Господин Дворкин известен как активный общественный деятель и исследователь.
Также о компетентности в области религиоведения членов Экспертного совета утверждается на официальном сайте Русской православной церкви.

## Оценки
Новый состав Экспертного совета, утверждённый в марте 2009 года, получил критическую оценку со стороны отдельных учёных и общественных деятелей, некоторых религиозных деятелей православного и неправославного вероисповедания, со стороны Уполномоченного по правам человека в России В. П. Лукина, а также со стороны главы правительственного отдела по связям с религиозными объединениями[уточнить] и некоммерческого партнёрства Славянского правового центра.

### Мнения учёных
Руководитель Центра по изучению проблем религии и общества Института Европы РАН, профессор А. А. Красиков, рассматривая укрепление политической силы РПЦ, отмечал, что обновление состава экспертного совета стало ответом государства на вопрос «Может ли в таких условиях российское государство и далее терпеть присутствие на „канонической территории“ РПЦ религиозных структур, альтернативных по отношению к „исконному отеческому Православию“?». Красиков указывает, что ранее «ни один член совета не был религиозно ангажирован». После же обновления состава совета в нём появились «в изобилии … штатные церковнослужащие, священники и прихожане РПЦ». Также, отмечает Красиков, в совет вошёл муфтий В. Якупов и «скандально известный гонитель неправославных христиан» А. Л. Дворкин и не вошёл ни один независимый специалист за исключением профессора Яблокова. Красиков указывает, что вместе с обновлением состава совета произошло обновление его полномочий, по его оценке «выходящих за рамки закона».
А. А. Красиков в интервью Портал-Credo.Ru заявил, что сам не был членом предыдущих экспертных советов, но в них, по его мнению, «были настоящие религиоведы и юристы». В качестве примера последних он приводит адвоката А. В. Пчелинцева. Красиков считает, что нынешний Экспертный совет «рискует вновь расколоть общество, как это уже происходило дважды: в 1993 и 1997 годах». Он также высказал мнение, что новый состав Экспертного совета «не в состоянии компетентно судить о подлинной или неподлинной религиозности тех или иных общин, куда входят люди, называющие себя верующими».
Екатерина Элбакян, доктор философских наук, профессор по кафедре социологии и управления социальными процессами АТиСО, ответственный секретарь научно-теоретического журнала «Религиоведение» 28 апреля 2009 года на организованной Московской хельсинкской группой, российской секцией Международного общества прав человека, Комитетом за гражданские права, Ассоциацией гуманизации правоприменительных органов РФ, Всероссийским союзом правозащитников и Сайентологической церковью Москвы в Центральном доме журналиста конференции высказала мнение, что в состав Экспертного совета «вошел лишь один религиовед Игорь Яблоков, профессор МГУ», а другие члены «не являются религиоведами ни по образованию, ни по конкретной деятельности». Элбакян также выступила с критикой главы Экспертного совета А. Л. Дворкина заявив, что он «называет себя доктором философии, но такого учёного звания нет, есть доктор философских наук», и что в действующей номенклатуре специальностей Высшей аттестационной комиссии нет специальности «сектовед», которое по её мнению «не научное, а антинаучное „направление“».
Религиовед, профессор кафедры государственно-конфессиональных отношений РАГС Ремир Лопаткин корреспонденту «Радио Свобода» озвучил две позиции оппонентов Экспертного совета. В первом случае он заявил, что создание Экспертного совета направлено «на раздор, на сеяние вражды в обществе, на натравливание одной части общества на другую». Вторая позиция заключалась в том, что Министерство юстиции делает попытку установить «контроль за деятельностью религиозных объединений <…> контроль за выполнением религиозными организациями форм и методов относительно заявленных», хотя, по мнению Лопаткина, «даже Совет по делам религий в советское время не имел право контроля за деятельностью религиозных объединений». Подытожил Лопаткин тем, что «Конституция отделила религиозные объединения от государства, и государство не вмешивается во внутреннее устройство, в их внутренние дела, и как они решают вопросы».
Доктор философских наук, профессор В. К. Константинов и президент Владимирского «Общества Сознания Кришны» доктор философских наук, профессор А. С. Тимощук (Абхинанда дас) указали, что «недооценка важности светского религиоведения в очередной раз обнаружилась в приказе Минюста от 3 марта 2009 года, утвердившего Экспертный Совет по религиоведческой экспертизе, в который вошёл лишь один известный религиовед И. Яблоков», а также отмечают, что «за бортом осталось множество специалистов по проблеме новой религиозности: Е. Аринин, Е. Балагушкин, С. Иваненко, И. Кантеров, А. Себенцов, Е. Элбакян и др.» и «зато в состав Совета вошли уполномоченные лица исполнительной и законодательной властей, представители православия, ислама, иудаизма и буддизма».
Исследователь сект, ведущий научный сотрудник Института русской литературы (Пушкинский Дом) РАН, доктор филологических наук А. А. Панченко в интервью порталу Богослов.ру, затрагивая тему новых религиозных движений в России, высказал своё возмущение тем, что главой Экспертного совета был избран А. Л. Дворкин и раскритиковал его деятельность по борьбе с сектами, а также отметил, что «это свидетельствует о некомпетентности нынешней правящей элиты» и подытожил: «Впрочем, каковы попы (в данном случае я имею в виду своих земляков Путина с Медведевым), таков и приход».
Религиовед, доктор социологических наук М. Ю. Смирнов в интервью журналу «Государство, религия, Церковь в России и за рубежом» высказал мнение о том, что, несмотря на наличие головного и региональных экспертных советов по государственной религиоведческой экспертизе, религиоведческая экспертиза в России «фактически» отсутствует. Михаил Смирнов заявил, что «состав всех этих советов не предполагает наличия специалистов; он предполагает наличие людей, которые дадут такую экспертизу, которую в данный момент от них потребуют», а также, что «религиоведы, которые готовятся в светских вузах России, не умеют проводить религиоведческую экспертизу».
По данным журналиста «Новых Известий» Михаила Поздняева ведущий научный сотрудник Центра цивилизационных и региональных исследований РАН Наима Нефляшева отмечала, что «отсутствие в совете лингвистов мирового уровня, которые есть в нашей стране, ставит под сомнение результаты будущих экспертиз».
Религиовед и социолог Роман Лункин в «Русском ревью» Кестонского института пишет, что «за редким исключением (маститый религиовед, профессор МГУ И. Н. Яблоков, специалист по исламу В. О. Бобровников, специалист по государственно-церковным отношениям Н. В. Володина и некоторые другие) ничего не скажут представителям общественности, интересующейся религией» и что «все те, кто могли бы поспорить с Дворкиным и сделать это смело, в новый совет не вошли». В 2009 году Лункин прогнозировал, что обновление состава совета и наделение его новыми полномочиями может привести к тому, что совет «вполне способен стать карательным органом».
Кандидат философских наук, доцент ПГИК, религиовед, член экспертного совета по проведению государственной религиоведческой экспертизы при Управлении Минюста РФ по Пермскому краю Дмитрий Горюнов в статье на Портал-Credo.Ru считает, что подобный орган при Минюсте РФ было бы правильнее назвать Экспертным советом по проведению государственной «сектоведческой» экспертизы, а его деятельность приведёт к дискредитации независимой и объективной религиоведческой экспертизы и религиоведческого сообщества в целом, нивелированию религиоведения как науки, а также повсеместному нарушению прав верующих и религиозных организаций.

### Мнения религиозных и общественных деятелей
Кандидат юридических наук, сопредседатель Славянского правового центра, главный редактор журнала «Религия и право», почётный адвокат России Анатолий Пчелинцев корреспонденту Радио «Свобода» заявил, что считает Экспертный совет непрофессиональным, поскольку, по его мнению, не увидел «среди членов экспертного совета, 24 человек, религиоведов, учёных, за исключением двух». Остальные, по его мнению, это «журналисты, инженеры, люди, весьма далекие от науки». Также он обвинил в экстремизме члена Экспертного совета А. В. Кузьмина, авторская листовка, которая на то время была признана Центральным судом Хабаровска экстремистским материалом, по словам Пчелинцева «содержатся призывы к разжиганию религиозной ненависти и вражды».
А. А. Красиков отмечал, что «Не надо быть провидцем, чтобы разглядеть за этой реформой третью попытку „упростить религиозную географию России“ после неудачи первых двух, которые были предприняты противниками конституционных принципов свободы совести и равенства религиозных объединений перед законом в 1993 и 1997 гг. Нет поэтому ничего удивительного в том, что её осудили многие религиозные лидеры».
12 апреля 2009 года Экспертный совет подвергся критике на пресс-конференция «Нужен ли России суд инквизиции?», организованной Славянским правовым центром. В конференции приняли участие епископ и глава РОСХВЕ Сергей Ряховский, сопредседатель Славянского правового центра, главный редактор журнала «Религия и право» Анатолий Пчелинцев, директор информационно-аналитического центра «СОВА» Александр Верховский, журналист и правозащитник Михаил Ситников, учёные Ремир Лопаткин, Сергей Филатов, Екатерина Элбакян, Роман Лункин. Во время заседания собравшимися были высказаны[кем?] претензии по «непрофессионализму[кого и в чем?] и ангажированности[кого и в чем?]» членов[каких именно?] совета.
Мукаддас Бибарсов член Совета муфтиев России 26 апреля 2009 года в городе Балашове высказал мнение, что состав Экспертного совета «пытаются навязать в цензоры религиозной литературы». Также он высказал своё непонимание того, «кому и зачем понадобилось в столь сложный период для нашего общества расшатывать ситуацию на конфессиональном поле».
Лидер общественной организации мусульман «Аль-Хак» («Справедливость») Калимжан Каландаров в интервью Портал-Credo.Ru заявил, что министр юстиции в одно время нарушил статью 11 Федерального закона «О свободе совести и религиозных объединениях», а также пункт 30.11 Положения О министерстве юстиции РФ.
Союз старообрядческих начётчиков в лице Тимофея Широкова (секретарь), Алексея Шишкина, Андрея Езерова, Алексея Муравьева и Глеба Чистякова принял заявление «Против духовной цензуры и инквизиции» разместив его на сайте Славянского правового центра, где отмечал широкие полномочия Экспертный совет представляет прямую угрозу конституционным правам граждан России на свободу вероисповедания.
Муфтий, председатель Духовного управления мусульман Азиатской части России, сопредседатель Совета муфтиев России Нафигулла Аширов на портале IslamNews высказал мнение, что Экспертный совет «должен состоять из нейтральных людей, которые не занимались бы критикой ислама и других религиозных конфессий, не обременённых какой-то своей односторонней религиозной идеологией».
Согласно докладу А. А. Красикова, председатель Совета муфтиев России шейх Равиль Гайнутдин высказал следующее критическое мнение: «В новом совете нет ни исламских учёных, ни исламоведов, ни юристов, он не авторитетен, и на его решения мусульманские центры и общественность вряд ли будут обращать внимание, а тем более руководствоваться его выводами».
По сообщению пресс-службы РС ЕХБ, председатель Российского союза евангельских христиан-баптистов Ю. К. Сипко отметил следующее: «Налицо захват религиозного пространства православным сообществом. Министр юстиции не исполняет своей функции блюстителя права. Такое положение дел вновь заставляет меня сделать предложение Президенту: вменить в обязанность всем кандидатам на государственную службу сдачу экзаменов на знание Конституции России. Считаю также обязательным для высшего эшелона власти принятие присяги на верность Конституции. Каждый должен служить Отечеству, а не прислуживать своему боссу».
Исполнительный директор Российского Библейского Общества евангельский христианин-баптист А. А. Руденко высказался: «Настоящим выражаю благодарность министру А. В. Коновалову за то, что уже на первом организационном заседании созданного его приказом якобы экспертного совета при Минюсте, находящийся под его покровительством Дворкин, согласно сообщениям СМИ и другим источникам, в качестве первой мишени назвал Российское Библейское Общество.
Расцениваю это как самую высокую оценку нашей работы. Она тем более почетна еще и потому, что полностью совпадает с оценкой трудов Российского Библейского Общества по распространению Слова Божия в России и в мире, выраженной недавно от имени его Святейшества Патриарха Московского и всея Руси Кирилла. То обстоятельство, что суждение о якобы нерелигиозном характере РБО было озвучено Дворкиным еще до проведения какой-либо экспертизы (или хотя бы её видимости), как нельзя лучше показывает уровень правосознания Дворкина, а также совета, председателем которого он был единогласно избран. Доказывать и объяснять такому совету что-либо совершенно бесполезно, тем более, что Минюст еще 20 ноября 2008 года после проведенной проверки признавал РБО религиозной организацией. Лучший способ общения с подобными персонажами, согласно Писанию, — молитва и пост, к чему в сложившейся обстановке всех и призываю.». По мнению А. А. Красикова Руденко сказал это «с горькой иронией».

### Мнение Комиссии США по международной религиозной свободе
1 мая 2009 года Комиссия США по международной религиозной свободе включила Россию в список стран, в которых наблюдаются проблемы в обеспечении религиозной свободы, а также в «список особого внимания». Одной из главных причин включения в данные списки стало создание в России Экспертного совета, который, по мнению комиссии, имеет «беспрецедентные полномочия по контролю и мониторингу религиозных групп» и вызывает «негативную реакцию в религиозной, научной и экспертной среде России».

### Общероссийская акция «Инквизиторам — нет!»
22 апреля 2009 года Институтом религии и права, основанного некоммерческим партнёрством «Славянский правовой центр», организована общероссийская бессрочная акция «Инквизиторам — нет!», врамках которой проводится сбор подписей под Открытым обращением к министру юстиции РФ Александру Коновалову, копии которого будут[когда?] посланы президенту РФ Дмитрию Медведеву и премьер-министру России Владимиру Путину. В обращении — просьба исключить из состава Экспертного совета А. Л. Дворкина, А. В. Кузьмина, А. В. Васильченко, Е. О. Мухтарова, Л. Е. Семёнова..
Руководитель Института религии и права, религиовед и социолог религии Р. Н. Лункин на сайте Славянского правового центра указывает, что с помощью данной акции возможно «во всеуслышание заявить протест против попыток современных инквизиторов насильно „спасти“ души россиян помимо их собственной воли», а также «противостоять дискредитации светской науки, самой религиоведческой экспертизы, а также заявить протест против разрушения основ правового и светского государства в России».
Религиовед Екатерина Элбакян заявила на сайте «Славянского правового центра» о своей всемерной поддержке данной акции, поскольку посчитала, что Экспертном Совете нет «НИ ОДНОГО (за исключением И. Н. Яблокова, да и то чисто номинально) профессионала-религиоведа». Также она выступила с критикой министра юстиции А. В. Коновалова. (недоступная ссылка с 10-05-2013 [4450 дней])
Кандидат исторических наук, доцент кафедры религиоведения РГПУ имени А. И. Герцена Дмитрий Головушкин там же выступил с всецелой поддержкой акции, высказав мнение, что при существующих изменениях представлений о религии и религиозности в России «только активное участие в работе Экспертного совета квалифицированных светских религиоведов, будет способствовать преодолению негативных коннотаций происходящих сегодня в религиозной сфере» (недоступная ссылка с 10-05-2013 [4450 дней]).
Подписи и разъяснительные письма выкладывались на сайте «Славянского правового центра»[значимость факта?]. Акцию поддержали ряд учёных и общественных деятелей, члены неопятидесятнических, баптистской общины города Кирово-Чепецка Кировской области и Пресвитерский совет баптистов Дальнего Востока, адвентистские общины, свидетели Иеговы, Церковь саентологии, представители учения «Живая Этика» (рериховцы).
По поводу проведения этой акции Евгений Мухтаров, журналист, член Экспертного совета, заявил:
Весна. Авитаминоз. Солнечная активность. Вот всё, что приходит в голову при чтении следующего панического письма, сочинённого каким-то сектантом для других сектантов, готовых подмахнуть лункинское обращение. Нет, я ничего не говорю — обращение это гнусное, лживое и, следовательно, желанное для всех исстрадавшихся от «несправедливостей» (включая избрание Дворкина председателем Совета) сектантов.

### Открытое обращение Президенту Российской Федерации
28 апреля 2009 года в Центральном доме журналиста Москвы состоялась конференция правозащитников, юристов, религиоведов и представителей религиозных объединений «Как преодолеть религиозную нетерпимость, разрушающую наше общество». Как заключительный документ участники конференции приняли Открытое обращение Президенту Российской Федерации.
В документе, в частности, говорится:
На нашей конференции подверглось критике решение, принятое Министерством юстиции РФ в отношении Экспертного совета по религиоведению. Это решение противоречит Конституции РФ в части религиозной свободы и равенства конфессий. Целый ряд членов Экспертного совета является не только представителями конкретной религиозной организации, но и людьми, известными своей борьбой с неправославными организациями и движениями в нашей стране с позиций православного сектоведения.

Мы просим исключить из состава Экспертного совета по проведению государственной религиоведческой экспертизы при Минюсте РФ людей, у которых отсутствует религиоведческое образование и научные степени в этой сфере, признанные ВАК, которые не имеют отношения к светской науке и экспертизе и которые являются ангажированными представителями радикально настроенного околорелигиозного движения, не разбирающимися в вероучении и практике религиозных организаций. Сектоведение не является светской научной дисциплиной.
Открытое обращение к Президенту РФ подписали организаторы и основные участники конференции: председатель Московской Хельсинкской группы Людмила Алексеева, председатель межрегиональной общественно-благотворительной организации «Комитет за гражданские права» Андрей Бабушкин, президент Ассоциации гуманизации правоприменительных органов РФ Валерий Габисов, президент Всероссийского союза правозащитников Виктор Черепков, заместитель Президента Гильдии Российских адвокатов, проректор-учёный секретарь РААН, заведующий кафедрой международного права и иностранных языков РААН, доктор юридических наук Василий Дикусар, ответственная за связи с общественностью Сайентологической церкви Москвы Наталия Алексеева, арабист, исламовед, профессор кафедры религиоведения РАГС Г. М. Керимов, имам мечети «Ярдям», муфтий Москвы и Московской области шейх Махмуд Велитов, основатель Союза мусульман России Ахмет Халитов, один из лидеров таджикской диаспоры Хоким Мухаббатов, президент Федеральной национально-культурной автономии Азербайджанцев России С. К. Садыков и другие[кто?].

## Ответы на критику
Министр юстиции Российской Федерации Александр Владимирович Коновалов в апреле 2009 года на пресс-конференции в Москве заявил, что высказанная в адрес Министерства юстиции в связи с созданием совета критика «носит в основном некомпетентный и некорректный характер»:

Совету приписываются в будущем всевозможные преступления и нарушения прав человека, свобод и принципов построения гражданского общества, в то время как этот орган еще толком не приступил к работе. Я считаю, что это пример недопустимого давления на формирующийся механизм государственно-общественного партнёрства, который ничего общего с общественным контролем не имеет.
В июне 2013 года, по данным информационно-аналитического центра «Сова»[уточнить], во время заседания Совета по развитию гражданского общества и правам человека при Президенте РФ Александр Коновалов, отвечая на критику адвоката из Славянского правового центра Владимира Ряховского, отметил, что не видит ничего опасного в деятельности А. Л. Дворкина. По данным центра Коновалов сказал, что деятельность Экспертного совета малорезультативна, но совет сам выбрал себе такого председателя. Отвечая на вопрос о недостаточном образовании главы совета Коновалов посчитал его не обоснованным, поскольку А. Л. Дворкин имеет учёную степень Ph.D.
Председатель Экспертного совета Александр Дворкин в начале июня 2009 года в интервью «Вести.ру» заявил, что причины критики совета следующие:

Был научный атеизм, были научные атеисты. Зубры научного атеизма, которые писали атеистические брошюрки и книжки, работали в Институте атеизма и так далее. Вот этих людей действительно в Совете нет. Есть только один уважаемый профессор Яблоков из старой гвардии, который как раз минимально засветился на атеистическом поле. Всех остальных людей нет. В прошлом Совете из 24 человек 15 были с научными степенями. В нынешнем Совете 17 человек с научными степенями. То есть, просто люди, те, которых не пригласили в Совет по той или иной причине, обиделись на это и выдвигают свои требования, говорят, что только они и есть истинные религиоведы, а другие не имеют права называться этим именем.
Заместитель Председатель Экспертного совета в интервью православному информационному агентству «Русская линия» Р. А. Силантьев комментируя высказывания некоторых членов Общественной палаты России, недовольных созданием Экспертного совета отметил, что 

Я не очень удивлен такой реакцией. Ожидалось, что будет истерика по этому поводу. Правда, эта истерика оказалась несколько сильнее, чем можно было бы ожидать, но в принципе в такой реакции нет ничего удивительного.
Комментируя возмущенные заявления Максима Шевченко, Александра Брода и Сергея Ряховского, Силантьев указал на то, что 

сейчас действительно произошел целый ряд событий, неприятных для людей, которые в нарушение российского законодательства защищают секты, причём делают это не бесплатно. Кроме того, выгнали ряд продажных чиновников с разных уровней власти — от правительственного уровня до уровня Москвы. Эти тенденции, а также приход в Министерство юстиции честных и принципиальных людей, которые взяток ни от кого не берут и намерены твёрдо заставить религиозные организации соблюдать закон, невзирая ни на какие информационные последствия, сильно испугали некоторых людей. И раньше было понятно, что Александра Дворкина не любят и боятся, но после таких заявлений для меня стало приятным сюрпризом, насколько сильно его боятся <…>

Что касается обвинений и их фактуры, то в данном случае имеет место классический приём полемики, когда оппоненту приписываются какие-то злодеяния и намерения, которые потом опровергаются. Дело в том, что Дворкина избрали члены Экспертного совета, а не чиновники Минюста, поэтому делать оскорбительные заявления в адрес министра юстиции не только некорректно, но и просто глупо, поскольку министр юстиции не имел никакого касательства к избранию Дворкина председателем совета. Дворкин и члены Экспертного совета не являются членами Минюста, совет — самоуправляемый орган. Это был осознанный выбор десятков людей, которые состоят в Экспертном совете. Что касается заявления Ряховского от имени Общественной палаты, то я уверен, что Общественная палата должна дать оценку подобного рода высказываниям, поскольку налицо попытка поссорить Общественную палаты и Минюст, причём эта попытка сделана по ничтожному поводу. Кроме того, у Экспертного совета нет функции экспертизы религиозной литературы. Заявление о том, что его решения не будут иметь ни для кого авторитет, тоже странно выглядит. Эти решения должны иметь авторитет для судебных органов, для чего совет собственно и задуман. Будут ли иметь решения Экспертного совета авторитет для Максима Шевченко или не будут — это на самом деле никого не волнует. Совет не для того создавался, чтобы его решения вызывали дикую радость вообще у всех людей. Он создавался для конкретной цели, для религиоведческой экспертизы, и будет этим заниматься.
Кроме того Силантьев отметил:

Я совершенно не понимаю, какая существует связь между заявлением Равиля Гайнутдина и Экспертным советом при Минюсте. Этот совет создается уже полгода и никакого отношения к инициативам Равиля Гайнутдина об экспертизе ваххабитской литературы не имеет. Совету приписали ту функцию, которой у него нет, и теперь с ней активно борются. У совета нет той функции, о которой Равиль Гайнутдин просил Президента. Мне сложно сказать, почему они решили, что совет будет запрещать литературу. Кто им об этом сказал? На сайте Минюста есть подробная информация о том, чем будет заниматься этот совет. С чего они взяли, что он будет запрещать литературу, мне сказать сложно, но, видимо, эти люди хотят выдать желаемое за действительное. Тот совет, о котором говорил Равиль Гайнутдин, пока не создан, и не совсем понятно, в каком виде он будет функционировать. Я хотел бы обратить внимание, что наш совет занимается религиоведческой экспертизой, а список экстремистской литературы включает литературу и нерелигиозного характера, немалая часть литературы имеет просто экстремистский, а не религиозный характер. Над этим моментом никто из оппонентов совета не хочет даже задуматься. Складывается ощущение, что экстремизм — это исключительно следствие религиозной деятельности, но это ведь не так. Для того, чтобы совет занимался экспертизой экстремистской литературы, придётся поменять его название и значительно расширить его функции.
Силантьев подчеркнул, что

Нелеп также довод о том, что в совете собрались некомпетентные люди. Можно заметить, что заместитель председателя совета Валиулла Якупов написал больше книг, чем все критики совета вместе взятые. Он является на данный момент самым популярным писателем в мусульманской среде России. Плюс ко всему он имеет научную степень. Вообще подавляющее большинство членов совета имеют научные степени и уже многие годы профессионально занимаются соответствующей работой. <…>

Я полагаю, что многие из тех людей, которые не попали в совет, обижены на это. Им надо было бы сделать из этого вывод, что их профессиональные качества не соответствуют критериям Минюста. Они могут на это обижаться, но оскорблять тех людей, которые вместо них стали членами совета, некорректно. В Общественной палате могут создать хоть двадцать альтернативных советов. Общественная палата в отличие от Минюста реально не может воздействовать ни на одну ситуацию. Её решения носят исключительно рекомендательный характер, я с трудом могу вспомнить, чтобы эти рекомендации были как-то воплощены в жизнь. Я не могу понять смысл создания альтернативных советов. Я бы им посоветовал создать ещё и альтернативный Минюст, назначить альтернативного министра юстиции и создать при нём альтернативный совет. Получилась бы такая милая игра в песочнице.
Евгений Мухтаров, журналист и член Экспертного совета, в комментарии газете «Аргументы неделi» высказал мнение о причинах критики совета. Первой причиной критики Мухтаров посчитал то, что председателем Экспертного совета стал Александр Дворкин, известный своей критикой деструктивных культов, что вызывает крайне негативную реакцию у их представителей и защитников. В качестве примера такой реакции Мухтаров привёл попытки критиков удалить Дворкина вместе с его единомышленниками из совета, вызвавшие скептическую реакцию со стороны министра юстиции. Второй причиной Мухтаров посчитал обиду предыдущих членов совета за то, что им не досталось места в новом совете. Третьей причиной Мухтаров посчитал то, что организациям, защищающим нетрадиционные религии и создающим миф о «гонении на верующих», в настоящее время сложнее получить финансовую поддержку из-за рубежа и поддерживать указанный миф. Поэтому новый состав совета, по мнению Мухтарова, является для подобных организаций «подарком судьбы» и объектом наигранной демонизации, помогающим им получить новые финансовые средства.